# 幕后危机
《幕後危機》（英語：The Thick of It）是一部以現代英國政府內幕為諷刺題材的電視喜劇。2005年，此劇於英國廣播公司第四台（BBC Four）播出兩季，最初的故事框架僅僅聚焦於一位內閣大臣、大臣的政治顧問和他們的政治化粧師。2007年，正逢戈登·布朗出任英國首相，此劇播出兩個小時的聖誕特別篇，並增加了新的角色及反對黨成員。
2009年，此劇由英國廣播公司第二台（BBC Two）播出第三季，多數特別篇中出現的角色皆有回歸。2012年播出以聯合政府為主幹的第四季，同年10月27日播出最後一集。編劇阿曼多·伊安努奇（Armando Iannucci）在2012年的訪談中曾經提及，第四季很可能會是此劇的最終季。
此劇聚焦於內閣大臣、政治化粧師、政治顧問、高級公務員及媒體等多種勢力的斡旋與角力，往往被視為與當年的政諷喜劇《是，大臣》（Yes, Minister）遙相呼應。與《是，大臣》一樣，《幕後危機》中的政黨從未被賦予黨名，但在情境框架下觀眾仍然可以明確區分在野黨與執政黨。伊安努奇將此劇形容為「《是，大臣》遇上拉里·桑德斯（Larry Sanders）」。為了提高此劇整體的寫實感，編劇團隊請到資深媒體人兼前工黨顧問馬丁·思科史密斯擔任創作顧問。劇中人物極具創造性的連篇髒話，及劇情主線對現代政治環境、時事、醜聞的臨摹及預言，都在打響了此劇的知名度。
2009年4月17日，此劇的衍生電影版《靈通人士》（In the Loop）在英國上映。美國曾試圖改編此劇，但試播集並不成功。HBO隨後製播《副人之仁》（Veep），該劇具備相似於《幕後危機》的調性及政治性議題，並邀請伊安努奇及《幕後危機》製作團隊參與製播。

## 製播過程
源起
2004年，伊安努奇在BBC二台的最佳英國喜劇票選活動中為《是，大臣》發聲後，開始有了創作現代政諷喜劇的念頭。BBC第四台的台長Roly Keating採納了這個點子，並提供有限的預算，要伊安努奇「盡可能發揮」。伊安努奇於是製作了三集的《幕後危機》第一季，於2005年5、6月期間播出，同樣由三集組成的第二季則於同年十月播出。
創作
此劇是由伊安努奇為首的編劇團隊合力創作完成，包括傑西·阿姆斯特朗、Simon Blackwell、Roger Drew、Sean Gray、Ian Martin、Will Smith及Tony Roche等人。劇中部分對白並未事先寫入劇本，而是在製拍現場即興發揮，演員同時也是「額外素材」的貢獻者，其中包含一些非常強烈的粗話。主演彼得·卡帕爾蒂（Peter Capaldi）曾說：「在精剪後，基本上有80％是演員照本宣科的，即興發揮只是為了增加寫實感。」在彩排之前，團隊會將劇本寄給蘭開斯特市的「髒話顧問」Ian Martin潤色，增添粗口語言的藝術及豐富性。亞當·坦迪（Adam Tandy）是此劇的製作人，自2000年起就負責製作伊安努奇的電視節目。此劇是以手持攝影機，採用觀察式記錄片手法（fly on the wall）拍攝而成，在沒有配樂及罐頭笑聲的情況下，以假亂真的紀實風格因而得以彰顯。

## 情節梗概
場景是虛構的社會與公民事務部門（簡稱DOSAC，改組前為社會事務部門），此部門是基於首相對「合作政府」（joined-up government）此一改革模式的熱忱而成立，扮演著監督其他部門的角色，處理各種政治性工作，其立場類似於《是，大臣》中的行政事務部門。
此劇前兩季，Chris Langham所飾演的休‧亞伯特（Hugh Abbot）是庸庸碌碌的社會與公民事務部大臣，他在首相執行官馬爾科姆‧圖克（Peter Capaldi飾演）的嚴厲鞭策之下，盡力想做好自己份內的工作。此劇還有James Smith飾演高級特別顧問格倫‧庫蘭（Glenn Cullen）、克里斯·艾迪生（Chris Addison）飾演次級政治顧問歐力‧里德，以及Joanna Scanlan飾演隸屬於公務員體系的新聞秘書官Terri Coverley。
第三季時，由Nicola Murray（Rebecca Front飾演）取代休‧亞伯特，成為DOSAC大臣，她上任時沒有自己的團隊，歐力和格倫因而保住了職位。
第四季，普選形成聯合政府，Roger Allam飾演的彼得‧曼寧（Peter Mannion）議員接掌DOSAC部門，麾下有一群顧問輔佐政事，但也必須聽命於10號通訊主任Stewart Pearson（Vincent Franklin飾演）的指揮，並屢遭聯合夥伴兼DOSAC次級大臣Fergus Williams議員（Geoffrey Streatfeild飾演）的阻礙。另一方面，Nicola Murray議員接任反對黨領袖，馬爾科姆‧圖克作為反對黨的政治化粧師，則處心積慮地想重掌權力。

## 影射時事
觀眾主要透過角色談話了解劇中的多起政治活動，並不會實際看到施政過程。然而，多數的政策也不是重大舉措，因而沒有產生政治上或思想上的革新。
雖然劇中黨派並未被冠以「工黨」、「保守黨」或「自由民主黨」，但此劇很少被視為單純的平行世界，由於劇中每個政黨都能在現實中找到生動的寫照，諸如管理不善、醜態百出、缺乏效率等，並對公眾暴露各自特有的缺陷，許多評論者也就相信此劇對現實英國政壇含有強烈暗喻。
如前三季中，亞伯特及Murray所屬的執政黨因派系衝突而失利。這反映在現實中，東尼·布萊爾領導工黨期間及其後戈登·布朗勢力崛起所引發的權力角逐及政治鬥爭（在特別篇《Nutters in the series》中有明顯的影射）。
另一方面，曼寧所屬的政黨被馬爾科姆等人視為趨迎附勢、裝模作樣、出身伊頓的上層階級。相較其他黨內人士，曼寧雖然較為溫和，卻被戲稱為「老古董」，Stewart Pearson曾抱怨反對黨主席及其「伊頓幫」排擠老派黨員，偽善宣揚進步與前衛思想的同時，私底下又互傳種族歧視笑話的簡訊。為消除過時、僵化的對外評論，他們聘用年輕、缺乏經驗的公關團隊負責形象包裝。正如前保守黨領袖大衛·卡麥隆早期的執政手腕，經常淪為媒體及黨內外的笑柄。
此外，Fergus Williams所屬的聯合政黨與Murray的政黨持有相似的執政方針，被外界批評為之所以違背自己的政黨方針，是為了與曼寧勢力聯合執政，類似於現實中的自由民主黨在2010年聯合政府成立後所面臨的窘境。丹‧米勒與Nicola Murray在第四季產生嫌隙，因為Nicola Murray儘管缺乏丹‧米勒的才幹，卻在「技術上」贏得了黨主席的寶座。此狀況類似於2010年工黨主席選舉，埃德·米利班德以些微票距超越他的兄弟戴维·米利班德，取得工黨主席之位。

## 登場人物
此劇主要是在10號執行官馬爾科姆‧圖克（Malcolm Tucker）的嚴厲鞭策下，以現任大臣、政治顧問及公務員作為每一集的故事核心。除了幾名長期登場的主要角色，此劇還擁有大量的配角，包含構成政府的執政黨員、反對黨員及數位媒體人士。
马尔科姆·图克（Peter Capaldi彼得·卡帕爾蒂飾演）
野心勃勃、咄咄逼人、出口成「髒」的新聞通訊主任，他既是首相的執行官，確保整個內閣與執政黨站在同一陣線，同時也是政府的危機處理公關，擅於操作輿論的政治化粧師。馬爾科姆經常透過言語毀謗或暴力威脅達到目的，他也在《靈通人士》中登場。衛報曾以此角色作為2010年普選報導的封面，並讓此角色在Jesse Armstrong的工黨領袖選舉專欄登場。許多人認為此角色的形象多方面借鑒了現實世界中的英國前新聞官阿拉斯泰爾·坎貝爾（Alastair Campbell），或是好萊塢製作人哈維·溫斯坦（Harvey Weinstein）。
休‧亞伯特（Chris Langham飾演）
社會事務部（前社會與公民事務部）大臣，他是一位不善管理、與公眾非常疏離的內閣大臣。儘管他相信自己有一定的影響力，卻經常陷入棘手的政治困境，長期忍受馬爾科姆的辱罵。他是《新政治家》的讀者，有一對名叫Alicia和Charlie的子女，但很少見面。第三季後再也沒有登場，觀眾知道他在一次改組中被撤換下來，由妮可拉‧莫瑞接掌社會與公民事務部門。
妮可拉‧莫瑞（Rebecca Front飾演）
妮可拉在第三季時取代休‧亞伯特，成為社會與公民事務部大臣。作為最不得已的下下之選，她在一次改組所引發的普選中被提拔出來。由於經驗不足、過於天真，妮可拉在職期間面臨無數難堪的場合及輿論壓力。她也發現自己無法在家庭與工作之間取得平衡，例如當馬爾科姆提議將她的女兒送進綜合學校，而不是她所希望的私立學校時，她提出了激烈的抗議。在內閣中沒有什麼影響力，馬爾科姆在多方面促成了她灰暗的公眾形象，使她經常被描述為「陰沉媽咪」。雖然她經常和馬爾科姆起衝突，馬爾科姆對待她仍然流露出相較於休‧亞伯特更多的同情。第四季時，妮可拉被選為反對黨的黨主席。
格倫‧庫蘭（James Smith飾演）
格倫是大臣的高級特別顧問。在選務時期就以好友兼首席顧問的身份支持著休。他是一名政治老手，經常在劇中代表理性的聲音，但因年紀太大，經常被其他年輕的部員無視或嘲弄，對休的忠誠使他能保有這份職位。他預期在休卸任後退休，卻出乎意料地被妮可拉婉留下來。格倫的私生活是一團亂麻，離過婚且有個殘疾的兒子。曾有意參選議員，作為妮可拉的顧問卻無法使他成為一個呼聲極高的候選人。
泰芮‧科佛利（Joanna Scanlan飾演）
泰芮是社會與公民事務部的通訊主管，為DoSAC的媒體關係負責。專業但虛偽，經常為部門惹出的醜聞收拾殘局。相較於政客及顧問，身為公務員的泰芮不需要太擔心工作不保，有恃無恐的態度經常招致旁人的嫌惡。
奧利佛‧里德（Chris Addison飾演）
歐利是休及妮可拉兩任大臣的特別顧問。出身於林肯郡的牛橋畢業生，傲慢、資淺且不識大體，經常為部門引來不必要的麻煩，大臣卻往往會採納他的意見。第一季表明他曾與記者Angela Heaney交往。隨後因為跟反對黨的Emma Messinger發生關係，而被馬爾科姆傳喚到唐寧街十號協助收集反對黨情報。他曾被泰芮評價為有點缺乏良知、以自我為中心、不太可信的人物。